# Mistrzostwa Świata w Short Tracku 1995
20. Mistrzostwa Świata w Short Tracku odbyły się w Norwegii, w Gjøviku, w dniach 17 - 19 marca 1995 roku. Rozegrano 10 konkurencji: 500 m, 1000 m, 1500 m, 3000 m kobiet i mężczyzn oraz sztafetę 3000 m kobiet i 5000 m mężczyzn. Medale przyznano w wieloboju i sztafetach. W klasyfikacji medalowej najlepsi byli Koreańczycy.

## Klasyfikacja medalowa
| Lp. | Kraj             | Złoto | Srebro | Brąz | Razem |
| 1.  | Korea Południowa | 2     | 1      | 2    | 5     |
| 2.  | Kanada           | 1     | 1      | 2    | 4     |
| 3.  | Chiny            | 1     | 1      | 0    | 2     |
| 4.  | Włochy           | 0     | 1      | 0    | 1     |
| 5.  | Japonia          | 0     | 0      | 1    | 1     |

## Medaliści
| Konkurencja | Złoto                                                                    | Srebro                                                                     | Brąz                                                                          |
| Mężczyźni   |                                                                          |                                                                            |                                                                               |
| Wielobój    | Chae Ji-hoon                                                             | Marc Gagnon                                                                | Frederic Blackburn Song Jae-kun                                               |
| Sztafeta    | Kanada Frédéric Blackburn · Marc Gagnon · Bryce Holbech · Sylvain Gagnon | Włochy Maurizio Carnino · Orazio Fagone · Mirko Vuillermin · Diego Cattani | Japonia Yūsuke Imai · Jun Uematsu · Satoru Terao · Hideto Imai                |
| Kobiety     |                                                                          |                                                                            |                                                                               |
| Wielobój    | Chun Lee-kyung                                                           | Wang Chunlu                                                                | Kim Yun-mi                                                                    |
| Sztafeta    | Chiny Wang Chunlu · Zhang Yanmei · Yang Yang (S) · Zhang Dongxiang       | Korea Południowa Kim So-hee · Chun Lee-kyung · Won Hye-kyung · Kim Yun-mi  | Kanada Isabelle Charest · Annie Perreault · Christine Boudrias · Tania Vicent |

## Wyniki
| Konkurencja | 1.             | 2.                 | 3.                 |
| Mężczyźni   |                |                    |                    |
| 500 metrów  | Chae Ji-hoon   | Mirko Vuillermin   | Maurizio Carnino   |
| 1000 metrów | Marc Gagnon    | Frédéric Blackburn | Maurizio Carnino   |
| 1500 metrów | Chae Ji-hoon   | Eric Flaim         | Lee Joon-ho        |
| 3000 metrów | Chae Ji-hoon   | Song Jae-kun       | Frédéric Blackburn |
| Kobiety     |                |                    |                    |
| 500 metrów  | Wang Chunlu    | Isabelle Charest   | Kim Yun-mi         |
| 1000 metrów | Wang Chunlu    | Chun Lee-kyung     | Kim So-hee         |
| 1500 metrów | Chun Lee-kyung | Kim So-hee         | Wang Chunlu        |
| 3000 metrów | Chun Lee-kyung | Kim Yun-mi         | Ewgenija Radanowa  |